# Myiagra ruficollis
El monarca piquiancho (Myiagra ruficollis) es una especie de ave paseriforme de la familia Monarchidae propia de las islas de la Wallacea, el sur de Nueva Guinea y el norte de Australia.

## Distribución y hábitat
Se encuentra en el norte de Australia, islas menores de la Sonda y las Molucas meridionales y el sur de Nueva Guinea.  Sus hábitats naturales son los bosques húmedos tropicales de tierras bajas y los manglares tropicales.
En el Territorio del Norte habita en bosques húmedos y arbustos que rodean a masas de agua dulce estacionales o permanentes tales como billabongs y pantanos estacionales. Mide entre 14 a 17 cm de largo. Se alimenta en la fronda del bosque capturando insectos y pequeños invertebrados. Es raro observar a esta especie cazando insectos al vuelo en zonas abiertas fuera del bosque.

## Taxonomía

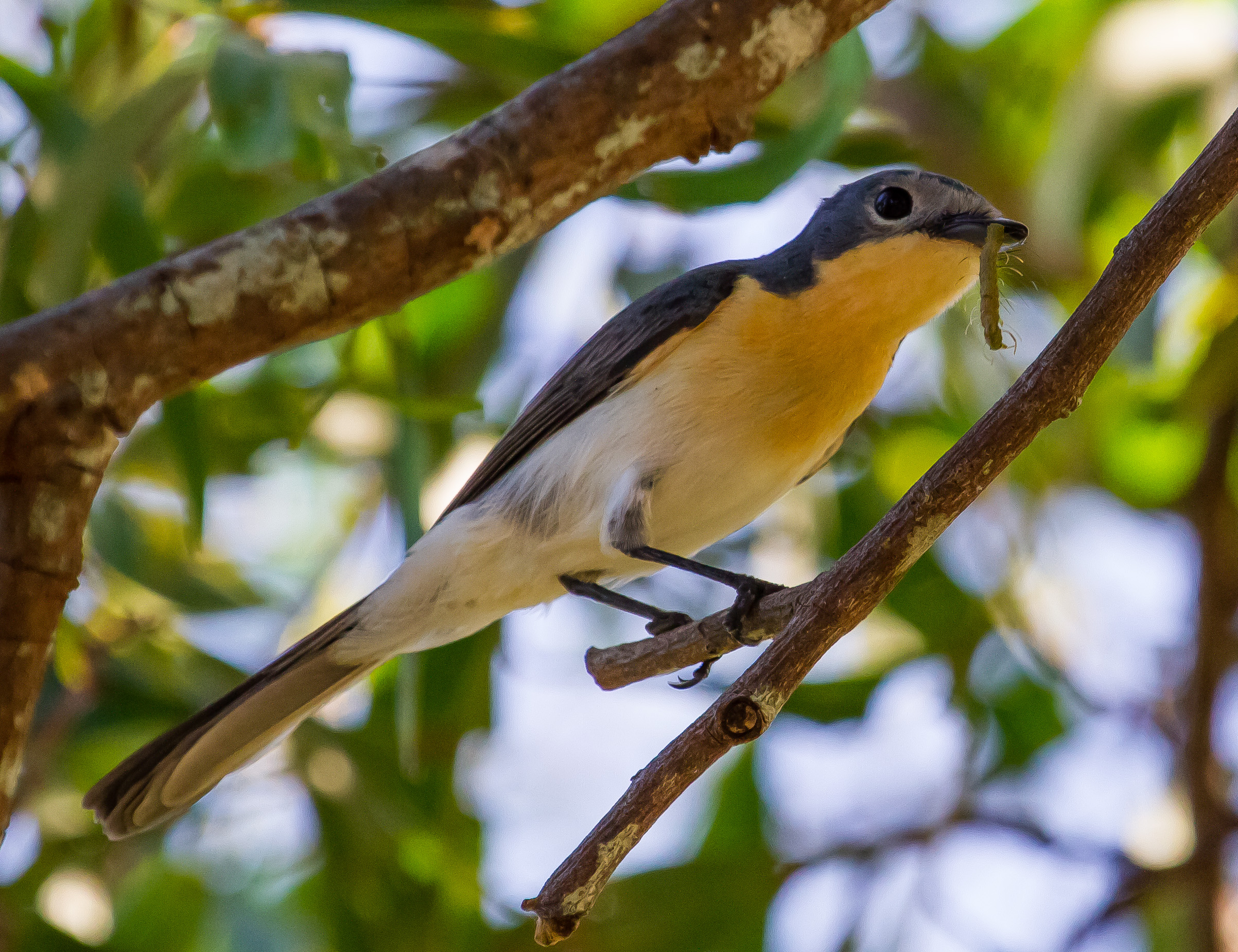
Monarca piquiancho con una oruga - Fogg Dam, Middle Point, Territorio del Norte, Australia

La subespecie M. r. fulviventris a veces es considerada una especie plena, la  Myiagra fulviventris (Sclater, PL, 1883).

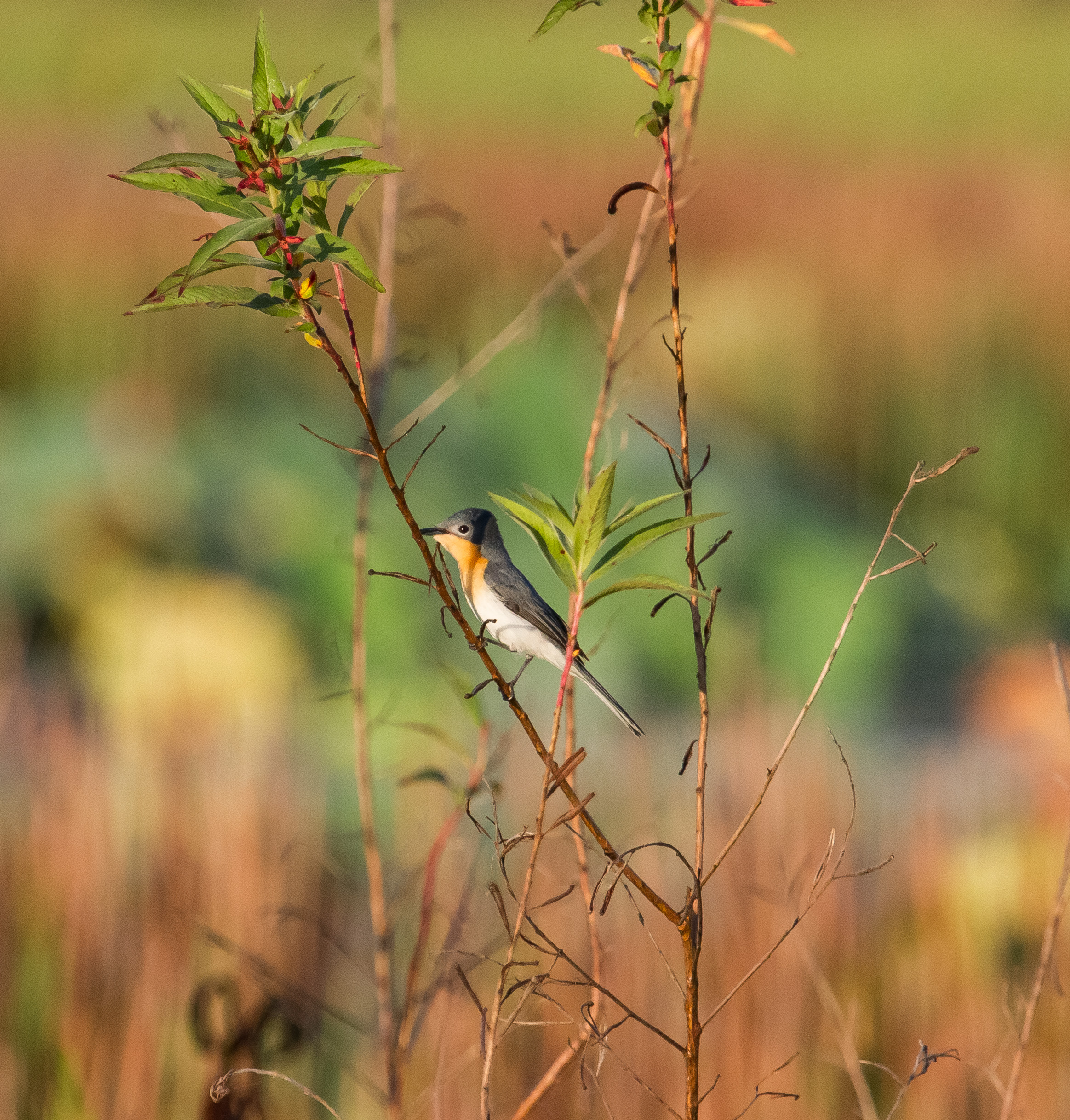
Fogg Dam, Middle Point, Territorio del Norte, Australia, marzo de 2014